# Люляков, Василий Алексеевич
Василий Алексеевич Люляков (1906 — 1986) — советский борец классического стиля, чемпион и призёр чемпионатов СССР, Заслуженный мастер спорта СССР (1938), Заслуженный тренер СССР (1957). Отличник физической культуры (1947).
Судья всесоюзной категории (1946), почётный судья всесоюзной категории (1956).

## Биография
Увлёкся борьбой в 1923 году. Окончил Высшую школу тренеров при ГЦОЛИФК (1937).
Участник советско-финской войны.
Один из основателей секций вольной и классической борьбы в обществе «Крылья Советов» (Москва).
Похоронен на Ваганьковском кладбище.

## Спортивные результаты
- Чемпионат СССР по классической борьбе 1933 года — ;
- Чемпионат СССР по классической борьбе 1935 года — ;
- Чемпионат СССР по классической борьбе 1937 года — ;

## Семья
Брат Борис Люляков также занимался классической борьбой, был чемпионом и призёром чемпионатов СССР.

## Награды
- Орден «Знак Почёта» (27.04.1957) — «за успехи, достигнутые в деле развития массового физкультурного движения в стране, повышения мастерства советских спортсменов, и успешное выступление на международных соревнованиях»